# Don Juan Matus
Don Juan Matus ist die zentrale literarische Figur in den Werken des US-amerikanischen New-Age-Schriftstellers Carlos Castaneda, die in der Gegenkultur der 1970er Jahre populär waren und bis in die 1990er Jahre in hoher Auflage erschienen, der erste Band 1968 mit dem Titel The Teachings of Don Juan (Die Lehren des Don Juan). Nach Darstellung von Castaneda geht die Figur auf eine reale Person zurück, einen indigenen Yaqui-Schamanen. Doch dies ist umstritten.

## Existenz von Don Juan
Nach Castanedas Darstellung habe Don Juan sich selten zu seiner persönlichen Vorgeschichte geäußert, da sein wahres Leben für ihn erst als „Krieger“ begonnen habe. Nach unbestätigten Quellen laut Kocku von Stuckrad wurde er 1891 in Sonora geboren, während Castaneda schrieb, Don Juan sei in Arizona geboren worden und von Yaqui- und Yuma-indianischer Abstammung. „Als kleines Kind nahmen seine Eltern ihn nach Nordmexiko mit, wo sie bei den Yaquis lebten. Im Alter von 10 Jahren geriet er in die Wirren der Yaqui-Kriege. Seine Mutter wurde damals getötet, und sein Vater wurde von der mexikanischen Armee verhaftet. Don Juan und sein Vater wurden in ein Umsiedlungslager im südlichsten Staat Yucatan geschickt. Dort wuchs er auf.“

## Literarische Geschichte
Zwischen 1959 und 1973 unternahm Castaneda im Rahmen seines Anthropologie-Studiums an der University of California verschiedene Forschungsreisen u. a. nach Mexiko. Nach seiner Darstellung lernte er den indigenen Yaqui Don Juan Matus bei einer Studie über den Gebrauch von Heilpflanzen in Mexiko kennen. Er sei als Brujo (Heilzauberer) und Yerbero (Verkäufer von Heilkräutern) tätig gewesen. Don Juan habe angeboten, ihm die Geheimnisse der indianischen Zaubermedizin zu erschließen und so sei er schließlich sein Schüler geworden. Im Mittelpunkt der Ausbildung habe der Gebrauch psychoaktiver Drogen wie Peyote und Stechapfel gestanden. Mittels Peyote, das auch den Gott Mescalito symbolisiere, sei eine Kontaktaufnahme zu diesem göttlichen Wesen möglich gewesen.

## Rezeption
Castanedas Schilderungen seiner visionären Begegnungen mit dem Peyote-Gott Mescalito und über seine Astralreisen, die er in der Gestalt einer Krähe unternommen haben will, sowie die Existenz des Don Juan wurden schon bald angezweifelt.
Das Time-Magazine widmete sich Castaneda 1974 in einer Ausgabe, in der die Richtigkeit seiner Behauptungen untersucht wurde. Die Schlussfolgerung war, dass die von Castaneda bereitgestellten biografischen und andere Informationen größtenteils erfunden waren. Juan Matus habe zwar nie wirklich existiert, so Corin Braga, das aber schmälere nicht die Faszinationskraft, die seine „Lehren“ auf die breite Öffentlichkeit ausübten.
Laut Alexander Knorr wurde unterschiedliche Kritik geäußert: Castanedas Bücher hätten starke Ähnlichkeiten mit denen anderer Anthropologen; seine Beschreibung der Flora und Fauna passe nicht auf die Sonora-Wüste, wo viele Unternehmungen von Lehrer und Schüler stattgefunden haben sollen. Und obwohl Don Juan Matus keine formale Bildung hatte, spreche er wie Nietzsche und Gurdjieff. Alles in allem seien Daten und Ereignisse in den Büchern inkonsistent und widersprüchlich.
Der amerikanische Autor Richard de Mille wies nach, dass Castaneda keinesfalls mit der mexikanischen Yaqui-Tradition vertraut gewesen sei, die meisten seiner Berichte habe er wohl „in der heimischen Bibliothek inspiriert durch verschiedene okkulte Literatur zusammenerfunden“. Ein Beweis, dass es sich bei Castañedas ‚Ethnographien‘ um Fiktion handelt, sei auch das Fehlen jeglicher Feldnotizen. Einige, vor allem akademische Kritiker, gehen davon aus, dass der Yaqui Don Juan Matus eine (fiktive) literarische Figur ist.
Paul Watzlawick und einige seiner Kollegen vermuteten lange Zeit, dass Milton H. Erickson Don Juan Matus ist – eine Vermutung, die Erickson gemäß Watzlawick dementierte.
In einem Artikel in Die Zeit von 1998 über Carlos Castanedas Lebenswerk schrieb Hans-Juergen Heinrichs:

„Don Juan Matus - der Held, der ‚Krieger-Wanderer‘, in den Bänden Die Lehren des Don Juan, Eine andere Wirklichkeit, Reise nach Ixtlan, Der Ring der Kraft, Der zweite Ring der Kraft, Das Feuer von innen, Die Kunst des Pirschens, Die Kraft der Stille, die in den siebziger, achtziger Jahren (und schließlich noch mit Die Kunst des Träumens in den neunziger Jahren) in hohen Auflagen erschienen -, Don Juan Matus ist von Castaneda zu einer real-fiktiven Figur stilisiert, literarisiert worden; zu einer Identifikationsfigur für die von den Ergebnissen revolutionärer Veränderungswünsche enttäuschten Nach-68er. Der Wunsch nach Veränderung und Erweiterung des Bewußtseins und Denkens war geblieben und suchte sich nun neue Räume.“